# Maritime Provinser
De Maritime Provinser eller Havprovinserne (engelsk: Maritime Provinces eller Maritimes, fransk: Les Maritimes) i Canada betegner provinserne Nova Scotia, New Brunswick og Prince Edward Island.
I syd grænser de maritime provinser til Maine i USA, i nordvest til Québec på Gaspéhalvøen og i nordøst er de adskilt fra Newfoundland af Saint Lawrence-bugten. Newfoundland og Labrador er normalt ikke inkluderet i gruppen af de maritime provinser, men danner sammen med disse tre de Atlantiske Provinser.
De maritime provinser udgør ikke så meget en geografisk som en historisk og kulturel enhed. Provinserne udgjorde Acadia sammen med dele af New England i USA. Området var omstridt mellem England og Frankrig fra det blev opdaget af europæerne. Ved Freden i Paris i 1763 blev de maritime provinser overgivet til England. New Brunswick og Nova Scotia var blandt de grundlæggende provinser i den canadiske føderation i 1867, mens Prince Edward Island først tiltrådte staten i 1873.